# Przekładnia główna
Przekładnia zębata, (para kół zębatych najczęściej stożkowych), stosowanych w mostach napędowych  pojazdów. Przekładnia główna jest na stale zazębioną przekładnią zębatą, zawsze o przełożeniu  zwalniającym, przenoszącą moc poprzez wał napędowy na koła napędowe, oraz służącą do zwiększenia  momentu obrotowego, przenoszonego z silnika przez skrzynię biegów do piast kół napędowych pojazdu. 

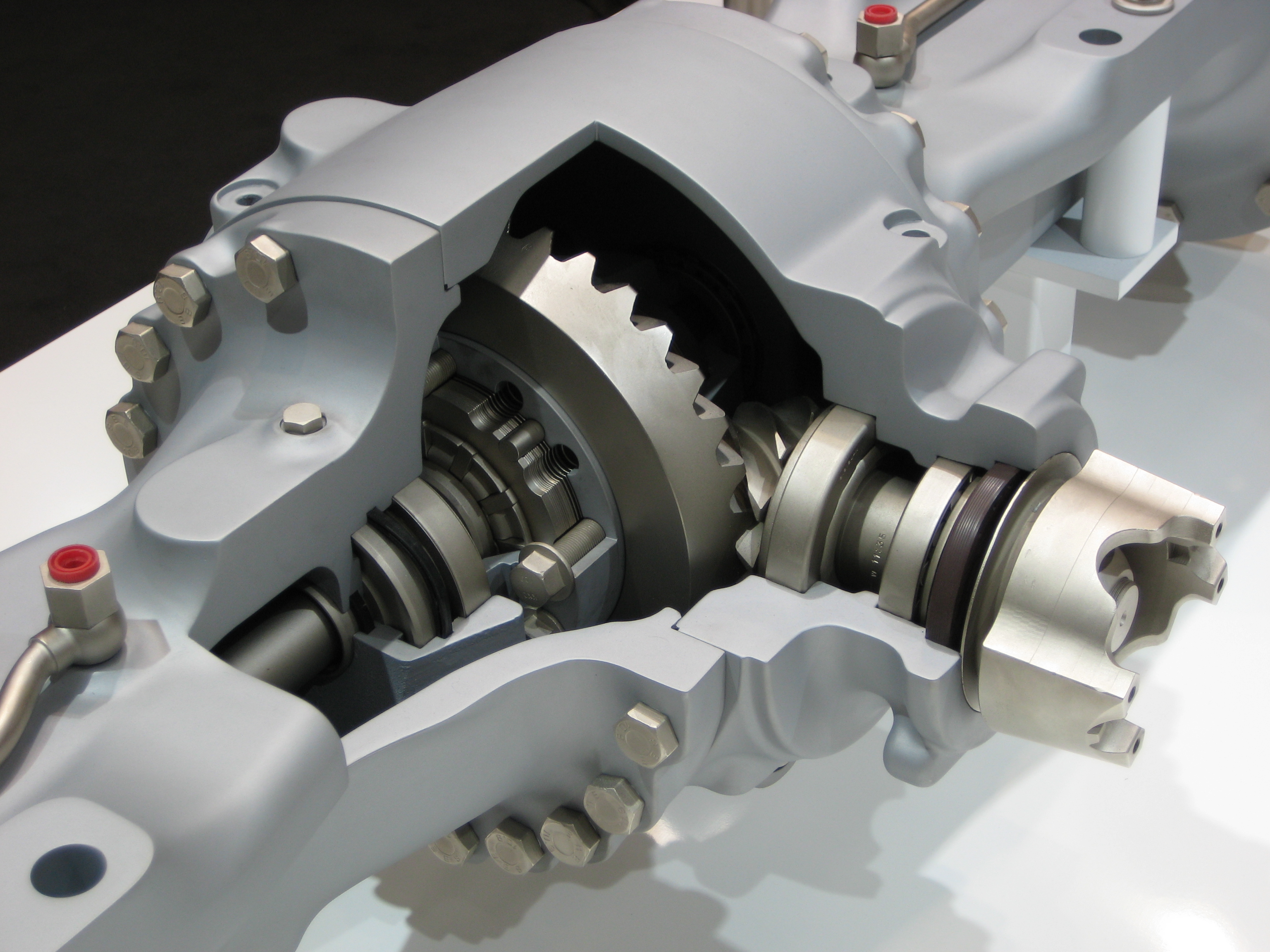
Zespół stożkowej przekładni głównej

## Budowa
Ze względu na konstrukcję przekładni i budowę układu napędowego rozróżnia się  przekładnie główne, walcowe i stożkowe. Najczęściej stosowane w mostach napędowych są przekładnie stożkowe o zębach krzywoliniowych.
Przekładnia główna walcowa (czołowa), to para kół zębatych walcowych o uzębieniu głównie skośnym, śrubowym. Wyróżnia się w niej: wałek  przekładni, nazywany wałkiem atakującym, oraz duże koło przekładni - nazywane kołem talerzowym. Zastosowanie m.in. w samochodach osobowych z napędem przednim z silnikiem umieszczonym poprzecznie.

Schemat działania przekładni walcowej.

Przekładnia główna, stożkowa, to para kół zębatych stożkowych o łukowym lub kołowo- łukowym uzębieniu. Wyróżnia się w niej, podobnie jak w przekładni walcowej: zębnik - wałek  atakujący, oraz - koło talerzowe - napędzane. Ten typ przekładni ma obecnie powszechne zastosowanie w samochodach osobowych, ciężarowych, pojazdach kolejowych i autobusach z silnikiem umieszczonym wzdłużnie. Koła zębate przekładni stożkowej mogą być ustawione względem siebie w dwóch różnych konfiguracjach. Stąd rozróżnia się: Przekładnie proste, o osiach symetrii zębnika i koła talerzowego przecinających się prostopadle, oraz przekładnie hipoidalne, o osiach symetrii zębnika i koła talerzowego o prostopadłych osiach, ale przesuniętych względem siebie w górę - hipoida dodatnia, w dół hipoida ujemna.
Przekładnia hipoidalna jest obecnie szeroko stosowana ze względu na swoje cechy: Z powodu wydłużeniu czynnej długości zębów przekładnia ma zdolność do przenoszenia znacznie większych obciążeń, niż prosta przekładnia stożkowa o takich samych wymiarach. Podczas przenoszenia obciążeń o porównywalnej wielkości cechuje się większą trwałością, przy zachowaniu obciążeń i trwałości na poziomie, jak dla większej gabarytowo przekładni prostej.

Przekładnia typu hipoidalnego

Zastosowanie ujemnego przesunięcia hipoidalnego umożliwia obniżenie środka ciężkości pojazdu i możliwość obniżenia ramy pojazdu, co jest szczególnie istotne w przypadku autobusów niskopodłogowych. Przesunięcie dodatnie umożliwia zwiększenie  prześwitu poprzecznego i podłużnego np. samochodu przeznaczonego do poruszania się w terenie.

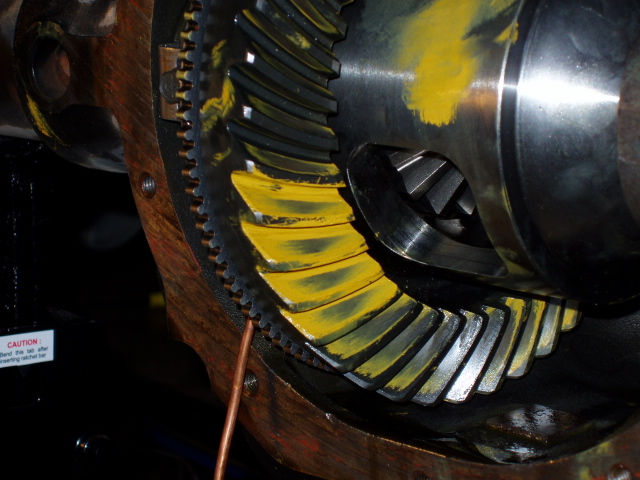
Prawidłowy ślad współpracy kół przekładni.

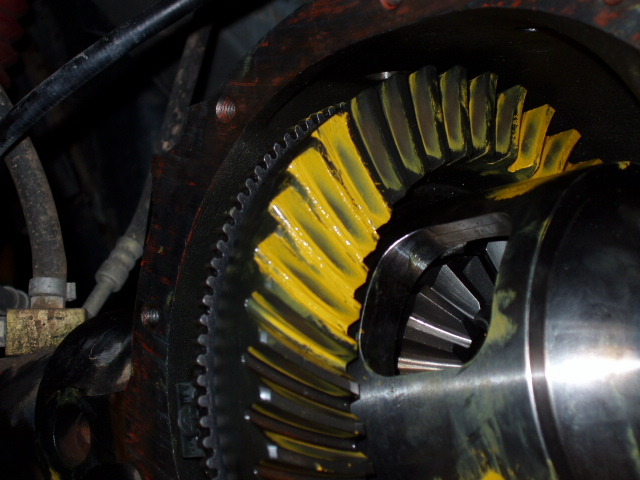
Nieprawidłowy ślad współpracy kół. Niejednorodny - wydłużony po stronie wklęsłej uzębienia.

## Montaż
Przekładnie główne mostów napędowych typu stożkowego, wymagają montażu parami - koło i wałek atakujący jako zespół. Wynika to z procesu produkcyjnego, oraz zapewnienia wytrzymałości oraz cichobieżności przekładni. Koła są razem docierane np. (Gleason), ustalany jest wówczas prawidłowy ślad współpracy kół na wymaganych wymiarach ustawczych - dystansach - oraz ustalonym konstrukcyjnie luzie międzyzębnym.
Linie zębów kół przekładni głównej stożkowej mogą być typu:
Spiralne (spirala Archimedesa) - (Fiat Mammano), łukowo-kołowe - (Gleason), łukowo-ewolwentowe - (Klingelnberg), łukowo-cykloidalne- (Oerlikon), łukowo-ewolwentowe - (ENIMS Saratov).